# Women Against Violence in Pornography and Media
Women Against Violence in Pornography and Media WAVPM (en español: Mujeres en contra de la violencia en la pornografía y los medios de comunicación) fue un grupo feminista de activistas contra la pornografía con sede en San Francisco con influencia en el movimiento feminista contra la pornografía de finales de los setenta y ochenta. 

## Historia
WAVPM se creó en enero de 1977, después de la Conferencia de los Centros de Mujeres de San Francisco sobre la Violencia contra las Mujeres.  Los miembros fundadoras fueron Laura Lederer, Lynn Campbell, Diana Russell, Kathleen Barry y Susan Griffin.
Fue muy activa en San Francisco, denunciando clubes de strip-tease y espectáculos peep en los distritos de luz roja de San Francisco.  Su primera acción política pública fue un piquete en el Teatro O'Farrell de Mitchell Brothers , un club de estriptis y un local de sexo en vivo. El objetivo específico de la protesta era la Sala Ultra del teatro, que era un espectáculo en vivo que mostraba a mujeres que realizaban actos sadomasoquistas entre sí.  WAVPM se opuso a que "las mujeres se golpeen entre sí para la estimulación sexual de los hombres".  WAVPM también patrocinó visitas educativas a tiendas de pornografía y espectáculos peep en los distritos de luz roja de San Francisco y presentaciones de diapositivas contra la pornografía, ambas formas de activismo que luego fueron adoptadas por otros grupos feministas contra la pornografía, especialmente Women Against Pornography en Nueva York.
WAVPM, al igual que las feministas posteriores a la pornografía, también se opuso firmemente al BDSM, considerándolo como una violencia ritualizada contra las mujeres, y tuvo un papel particularmente activo al actuar dentro de la comunidad lésbica. Esto los llevó a la colisión directa con Samois, un grupo de sadomasoquistas lesbianas.  Las miembros de Samois consideraban que su forma de practicar SM era completamente compatible con el feminismo y sostuvieron que el tipo de sexualidad feminista que defendía WAVPM era conservador y puritano. Samois enfrentó abiertamente a WAVPM con su posición, y los debates entre Samois y WAVPM se encuentran entre las primeras batallas de lo que más tarde conformaron los Debates feministas sobre la sexualidad.
El grupo organizó la primera conferencia nacional de feministas contra la pornografía en San Francisco en noviembre de 1978.  La conferencia concluyó con la primera marcha de Take Back the Night, Andrea Dworkin pronunció un discurso en el mitin, y luego unas tres mil mujeres marcharon por el barrio rojo en protesta por la violación y la pornografía.
Después de la conferencia, Susan Brownmiller se acercó a Laura Lederer y Lynn Campbell y las alentó a ir a la ciudad de Nueva York para ayudar a organizar Women Against Pornography.  Lederer decidió quedarse en San Francisco para editar una antología basada en las presentaciones de la conferencia, pero Campbell aceptó la oferta y se fue a Nueva York en abril de 1979.
WAVPAM se volvió menos activo poco después de la partida de Campbell, aunque el grupo se mantuvo activo durante varios años más. En su apogeo, el grupo tenía más de 1000 miembros.  El grupo se vio envuelto en desacuerdos sobre las posturas sobre la pornografía no violenta, la libertad de expresión y los intentos de reconciliarse con las trabajadoras sexuales y las activistas lesbianas de BDSM, además de tener problemas con la recaudación de fondos y el aumento de la deuda. WAVPM se disolvió en 1983.